# Richard Overstreet
 (mars 2009).
Si vous disposez d'ouvrages ou d'articles de référence ou si vous connaissez des sites web de qualité traitant du thème abordé ici, merci de compléter l'article en donnant les références utiles à sa vérifiabilité et en les liant à la section « Notes et références ».

La revue de la Galerie Raphaël Durazzo - N°7 Avril-Juin 2024

Richard Overstreet (né en 1935 à Oakland, Californie) est un photographe et artiste américain.

## Biographie
Richard Overstreet suit des études en histoire de l’art à l’Université de Californie, à Berkeley. Titulaire d’un Master of Fine Arts, il s’installe en 1960 à Paris où il devient journaliste au Time Life.
De 1963 à 1967, il est photographe, assistant du producteur Alexandre Mnouchkine et assistant de production pour les United Artists, Paris. C’est pendant ces années qu’il collabore avec Joseph Mankiewicz, François Truffaut, Philippe de Broca et Louis Malle.
En 1968, il est premier assistant à la réalisation auprès de John Huston, ensuite  aux côtés d’Anatole Litvak et de Joseph Losey.
À partir de 1975, il se consacre entièrement à la peinture et à la photographie ; de nombreuses expositions  sont dédiées à son œuvre :
- Galerie Lambert Monet, Genève, 1972, 1982 ;
- Roy Boyd Gallery, Chicago et Los Angeles, 1983, 1984, 1986 ;
- San Francisco Museum of Modern Art, San Francisco, 1986 ;
- Galerie Montenay, Paris, 1993 ;
- Gallery Paule Anglim, San Francisco, Californie, 1995, 1998, 2001, 2005, 2006.
- Galerie Raphael Durazzo, paris, 2023, 2024

Il rencontre Leonor Fini lorsqu'il était le premier assistant de John Huston pour son film Promenade avec La Vie et La Mort (1968), costumes de Leonor Fini. Devenu grand ami de l'artiste, il est très impliqué dans le rayonnement de son œuvre. Il est l'auteur des photographies du livre Miroir des chats (première édition en 1977, deuxième édition en 2008). Il a également collaboré à quatre expositions rétrospectives et rendu possible la reconstitution du célèbre salon de Leonor Fini dans le cadre d’une exposition permanente des œuvres de l’artiste au musée de l’hospice Saint-Roch à Issoudun. Il est co-auteur (avec Neil Zukerman) de Leonor Fini Catalogue Raisonné of the Oil Paintings, Scheidegger and Spiess, Zurich, 2021. À ce jour, Richard Overtsreet est l’ayant-droit, et le seul représentant de Leonor Fini.
Richard Overtsreet a également été le curateur de l’exposition Stanislao Lepri à la Galerie Raphaël Durazzo en 2024. Il a notamment contribué à l’écriture du catalogue d’exposition en apportant un texte inédit écrit par Stanislao Lepri s’intitulant Mémoires de Rhinocéros, Les itinéraires de mon imagination. Richard Overstreet nous explique que "Ces réflexions inédites de Stanislao Lepri sur sa vie et son oeuvre datent de 1977-1978, plusieurs années avant sa mort. J’ai trouvé les pages dactylographiées de ces textes glissées dans une enveloppe entre les pages d’une édition des mémoires d’Outre-tombe de Châteaubriand, le dernier livre que Stanislao Lepri a lu avant sa mort en 1980. » Extrait de la p.6 de La revue de la Galerie Raphael Durazzo, N°7 Avril-Juin 2024, Stanislao Lepri